# Бобровка (Шипуновский район)
Бобровка — село в Шипуновском районе Алтайского края России. Административный центр Бобровского сельсовета.

## География
Село находится в центральной части Алтайского края, в пределах степной зоны Предалтайской равнины, на правом берегу реки Крутихи, на расстоянии примерно 21 километра (по прямой) к северо-северо-западу (NNW) от села Шипуново, административного центра района. Абсолютная высота — 246 метров над уровнем моря.
Климат характеризуется как континентальный. Средние показатели температуры воздуха в зимний период находятся в диапазоне между −15 и −10 °C, летом — в диапазоне между 15 и 20 °C. Количество осадков, выпадающих зимой, в среднем составляет 187 мм, летом — 273 мм.

### Историческое межевание села
Отводная запись села Бобровского Чарышской волости за 1912 год:
"Надел на 1577 душ мужского пола по исчислению на 01.01.1910 года. Во владение села отведено: 17018,43 десятины удобной земли, 1804,14 десятин неудобной земли.
Земельный надел прилегает с северо-запада к наделам сёл Зеркальского и Урлаповского, с северо-востока к наделам села Боровского и деревни Кабаковой, с востока и юга - частью судоходной, частью серединной к течению речек Язевка и Солоновка - к наделу села Нечунаево, с юго-запада к наделу села Шипуновского и к землям, поступившим в распоряжение Кабинета Его Величества. Лесной надел не отведен.
Для существующей школы: 1 участок усадебной в 1,00 десятину только удобной земли при селении и участок полевой в 14 десятин только удобной земли к северо-востоку от селения в 2-ух верстах по границе земельного надела села Урлаповского.
Для причта, имеющего быть впоследствии возведенного храма: 1 участок усадебной в 1 десятину только удобной земли при селении и участок полевой в 48,50 десятин удобной и 13,54 десятин неудобной земли к юго-востоку от селения по границе земельного надела села Шипуновского, смежно с полевым участком существующего причта.
Для 4 планируемых школ: 1.) 4 участка усадебной земли по 0,5 десятин. 2.) 4 участка полевых по 14,5 десятин только удобной земли с полевым участком существующей школы".

## История

### Основание села. 1868.

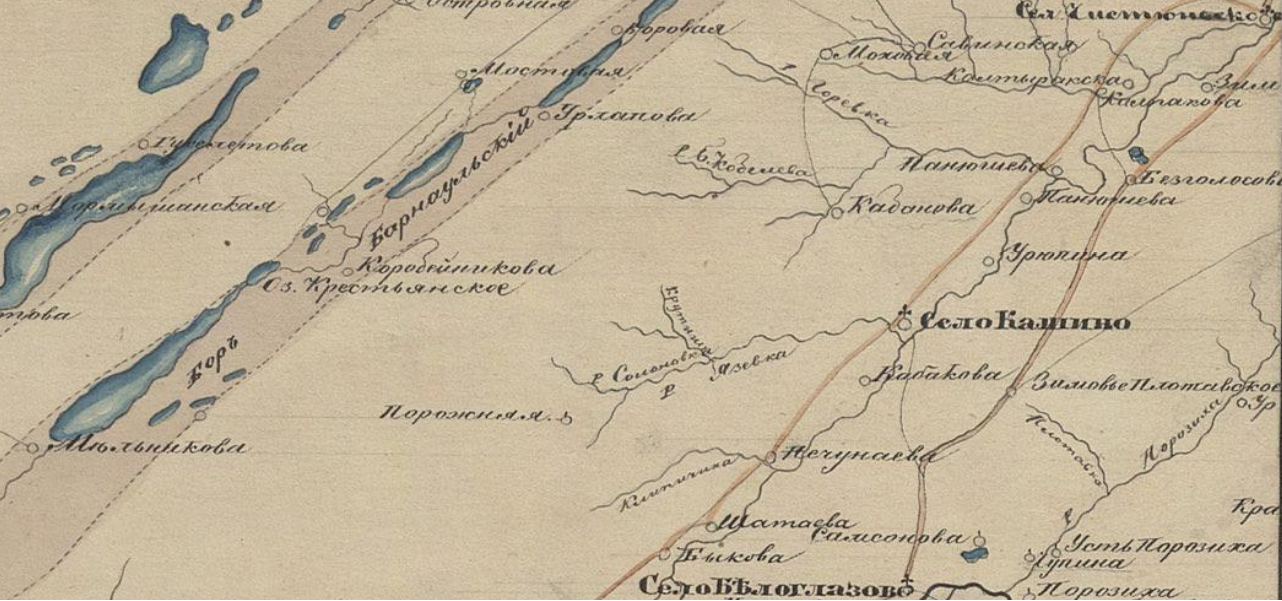
Чарышская волость в 1868 году. Фрагмент карты Алтайского Горного Округа 1868 г.

В 1868 г. житель с. Нечунаево Лекандр Петрович Бобров основал заимку в западной части нынешнего села Бобровка. Она служила местом жительства его семьи на время полевых работ, позднее – местом выгула скота и остановочным пунктом ямщиков других сел. Через три года на заимку на постоянное место жительство переехали братья Лекандра Боброва, построили для себя деревянные дома.

### Первые переселенцы. 1879-1880.
Первые переселенцы из Европейской части Российской Империи прибыли в деревню в 1879-1880 годах. В основном это были выходцы из Уфимской и Пермской губерний. 
| Список первых переселенцев, составленный в 1884 году. | Список первых переселенцев, составленный в 1884 году.                                | Список первых переселенцев, составленный в 1884 году. |
| Фамилия                                               | Губерния выхода                                                                      | Год поселения в Бобровке                              |
| ----------------------------------------------------- | ------------------------------------------------------------------------------------ | ----------------------------------------------------- |
| Чайкин                                                | Уфимская губерния, Мензелинский уезд, Мензелинская волость, село Болтаево.           | 1880                                                  |
| Гаранин                                               | Уфимская губерния, Мензелинский уезд, Мензелинская волость, село Болтаево.           | 1880                                                  |
| Курдюков                                              | Уфимская губерния, Мензелинский уезд, Мензелинская волость, село Болтаево.           | 1880                                                  |
| Токарев                                               | Уфимская губерния, Мензелинский уезд, Мензелинская волость, село Болтаево.           | 1880                                                  |
| братья Назаровы                                       | Уфимская губерния, Мензелинский уезд, Мензелинская волость, село Болтаево.           | 1880-1882                                             |
| Милов                                                 | Уфимская губерния, Мензелинский уезд, Мензелинская волость, село Болтаево.           | 1880                                                  |
| Кузнецов                                              | Уфимская губерния, Мензелинский уезд, Мысово-Челнинская волость, деревня Суровка.    | 1880                                                  |
| Колесов                                               | Уфимская губерния, Мензелинский уезд, Богодаровская волость, деревня Сарынчагина     | 1880                                                  |
| Суханов                                               | Уфимская губерния, Мензелинский уезд, Мензелинская волость, деревня Шальгина.        | 1880                                                  |
| Пучинин                                               | Уфимская губерния, Мензелинский уезд, Мензелинская волость, деревня Шальгина.        | 1880                                                  |
| Горшков                                               | Уфимская губерния, Мензелинский уезд, Мензелинская волость, деревня Шальгина.        | 1880                                                  |
| Смирнов                                               | Уфимская губерния, Мензелинский уезд, Мензелинская волость, деревня Шальгина.        | 1880                                                  |
| Носов                                                 | Уфимская губерния, Мензелинский уезд, Мензелинская волость, деревня Шальгина.        | 1880                                                  |
| Боков                                                 | Уфимская губерния, Мензелинский уезд, Мензелинская волость, деревня Урломина         | 1880                                                  |
| Пензин                                                | Уфимская губерния, Мензелинский уезд, Мысово-Челнинская волость, село Ново-Троицкое. | 1880                                                  |
| Сидоров                                               | Уфимская губерния                                                                    | 1884                                                  |
| Никитин                                               | Пермская губерния, Камышловский уезд, Грязновская волость, деревня Голощукова.       | 1879                                                  |
| вдова Измоденова                                      | Пермская губерния, Екатеринбургский уезд, Бруснятская волость, деревня Измоденова.   | 1879                                                  |

### Активное заселение села. 1891-1913.
В 1885 году в Бобровке было 10 дворов.
В 1890 году в метрической книге по селу встречаются следующие фамилии: Антоновы, Рублевы, Скибины, Поликарповы, Бобровы, Еремиловы, Токаревы, Пучинины, Смирновы, Галкины, Смухины, Заборовы, Климиковы, Сухановы, Чайкины, Тарасовы, Кузнецовы, Гаранины, Проценко, Дадыкины, Игнатовы, Колесовы, Курдюковы.

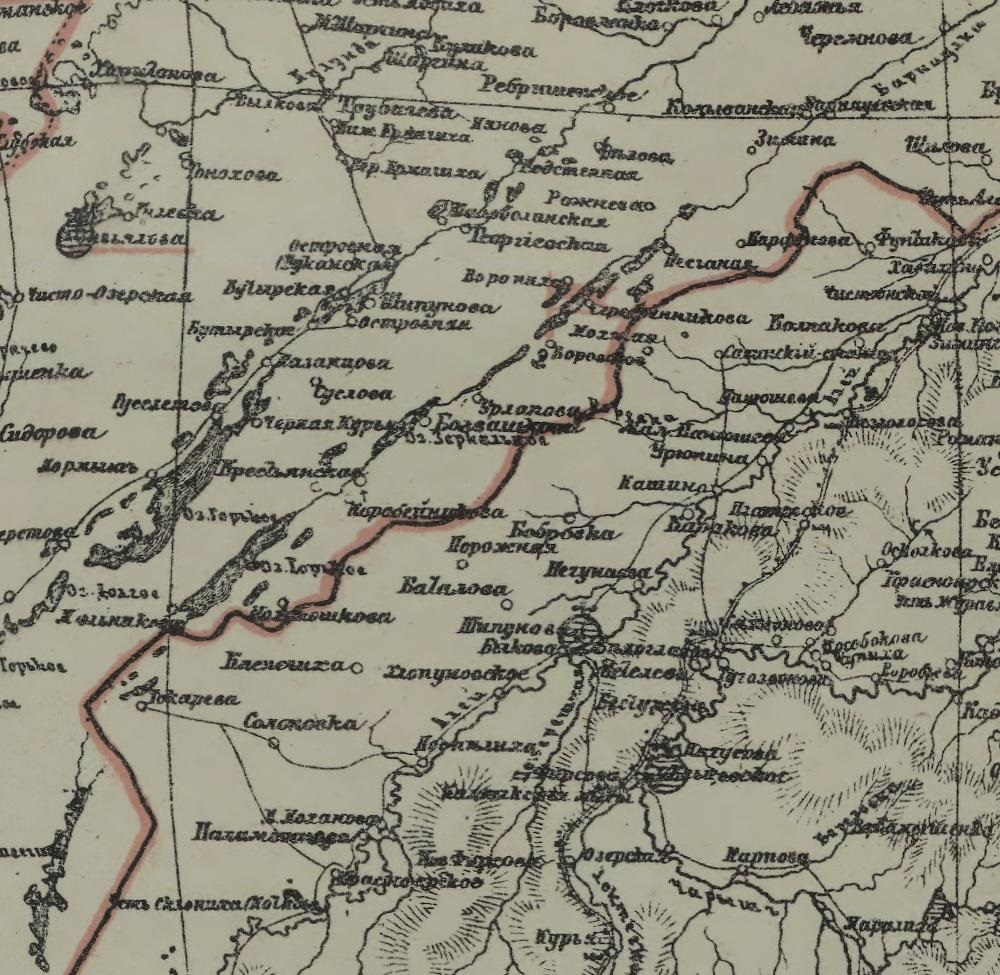
Бобровка на карте Томской губернии 1911 года.

В 1893 году в деревне на 61 дворе проживало 770 человек: 320 душ мужского пола и 350 женского пола. Действовал хлебозапасный магазин.
С 1891 по 1913 годы в село активно переселялись крестьяне из центральных губерний. Переселилось много выходцев из Курской, Киевской (Васильковский уезд, Черкасская волость), Полтавской (Хорольский уезд, Белоцерковская волость, Пирятинский уезд, Антоновская волость), Тульской (Богородицкий уезд, Малевская волость), Харьковской, Могилевской и Тамбовской (Борисоглебский уезд, Павлодарская волость) губерний.
Более 30 семей переселились в Бобровку из села Малевка Малевской волости Богородицкого уезда Тульской губернии. Такой активный переезд из Малевки связан с двумя факторами: во-первых, село к началу XX века было перенаселено, жителей в нём было в 2 раза больше, чем в уездном городе Богородицке (9000 против 5000), а во-вторых, потому что в 1905 году в Малевке произошло вооруженное крестьянское выступление, которое было успешно подавлено полицией и жандармерией. После этого выступления было заведено уголовное дело, по которому проходило около 150 участников, многие из которых имели те же фамилии, что и переселенцы. Возможно, боязнь заключения, подтолкнула некоторых из них к скорому переселению в Сибирь.
Переселенцы из Малевки селились не только в Бобровке, но и в ближайших селениях: Урлапово, Боровское, Нечунаево, Порожнее и других селениях современных Мамонтовского, Шипуновского, Алейского, Новичихинского районов.
В селе сохранилось народное название места "Малёвка". С большой долей вероятности, это название возникло потому что на этом месте переселенцы из Малевки построили свои дома. 
| Список фамилий переселенцев, переселившихся из села Малевка Богородицкого уезда Тульской губернии в Бобровку |
| --- |
| Фамилия |
| Бражников |
| Барковский                                                                                                   |
| Уткин |
| Андронов |
| Шестов |
| Возвышаев |
| Прощалыкин                                                                                                   |
| Кургин |
| Макосов |
| Юдин |
| Гуров |
| Жерздев |
| Мелихов |
| Харитонов |
| Чухонцев |
| Самохин |
| Губарев |
| Тарасов |
| Ляшкин |
| Сорсов |
| Королев |

| Список фамилий переселенцев, переселившихся в село Бобровское из малороссийских губерний | Список фамилий переселенцев, переселившихся в село Бобровское из малороссийских губерний | Список фамилий переселенцев, переселившихся в село Бобровское из малороссийских губерний |
| ---------------------------------------------------------------------------------------- | ---------------------------------------------------------------------------------------- | ---------------------------------------------------------------------------------------- |
| Фамилия                                                                                  | Год                                                                                      | Место выхода                                                                             |
| Головань                                                                                 | 1891 - 1913                                                                              | Полтавская губерния, Пирятинский уезд, Антоновская волость, село Антоновское             |
| Засько                                                                                   | 1891 - 1913                                                                              | Полтавская губерния, Хорольский уезд, Остаповская волость, село Остаповское              |
| Гежа                                                                                     | 1891 - 1913                                                                              | Полтавская губерния, Хорольский уезд, Остаповская волость, село Остаповское              |
| Рассохань                                                                                | 1891 - 1913                                                                              | Полтавская губерния, Хорольский уезд, Остаповская волость, село Остаповское              |
| Вышарь                                                                                   | 1891 - 1913                                                                              | Полтавская губерния, Хорольский уезд, Остаповская волость, село Остаповское              |
| Хаверь                                                                                   | 1891 - 1913                                                                              | Полтавская губерния, Хорольский уезд, Остаповская волость, село Остаповское              |
| Симоненко                                                                                | 1891 - 1913                                                                              | Полтавская губерния, Хорольский уезд, Остаповская волость, село Остаповское              |
| Трегубенко                                                                               | 1891 - 1913                                                                              | Полтавская губерния, Хорольский уезд, Остаповская волость, село Остаповское              |
| Чайка                                                                                    | 1891 - 1913                                                                              | Полтавская губерния, Хорольский уезд, Остаповская волость, село Остаповское              |
| Русин                                                                                    | 1891 - 1913                                                                              | Полтавская губерния, Хорольский уезд, Остаповская волость, село Остаповское              |
| Литвиненко I                                                                             | 1891 - 1913                                                                              | Полтавская губерния, Хорольский уезд, Остаповская волость, село Остаповское              |
| Литвиненко II                                                                            | 1891 - 1913                                                                              | Киевская губерния, Васильковский уезд, Черкасская волость, село Поправка                 |
| Олифьев                                                                                  | 1891 - 1913                                                                              | Полтавская губерния, Хорольский уезд, Белоцерковская волость, м. Белоцерковка            |
| Жиба                                                                                     | 1891 - 1913                                                                              | Полтавская губерния, Хорольский уезд, Белоцерковская волость, м. Белоцерковка            |
| Срибный                                                                                  | 1891 - 1913                                                                              | Полтавская губерния, Хорольский уезд, Белоцерковская волость, м. Белоцерковка            |
| Веред                                                                                    | 1891 - 1913                                                                              | Киевская губерния, Васильковский уезд, Черкасская волость, село Кожанка                  |
| Прочай                                                                                   | 1891 - 1913                                                                              | Полтавская губерния, Прилукский уезд, Иваницкая волость, деревня Иванец                  |
| Кравченко                                                                                | 1891 - 1913                                                                              | Харьковская губерния, Сумской уезд                                                       |
| Кощеев                                                                                   | 1891 - 1913                                                                              | Харьковская губерния, Волчанский уезд, Велико-Бурлуцкая волость, село М. Бурлук          |
| Дьяченко                                                                                 | 1891 - 1913                                                                              | Полтавская губерния, Хорольский уезд, Зубаневская волость, село Зубанево                 |

### Учреждения в селе.
В 1899 году в деревне насчитывалось 124 двора, проживало 508 жителей (239 мужчин  и 269 женщин). Убыль населения более чем на 200 человек, по сравнению с данными 1893 года, может объясняться опечаткой в одном из этих изданий.
В 1904 г. в деревне была открыта первая двуклассная школа. В ней обучались 13 мальчиков и 3 девочки.
Некоторые цены, действовавшие в Бобровке и в окрестных селениях в 1906-1907 году:
- Лошадь рабочая: от 25 до 40 рублей.
- Копна сена (пудовая): 50 копеек летом, 1 рубль зимой.

В 1907 году открыта церковная школа грамоты. На 1910 год в школе был 81 учащийся. Учитель школы получал ежегодное жалование в 180 рублей (на 1910 год).
В 1909 году в селе была проведена перепись непричисленных переселенцев из центральных губерний. По данным переписи, на 01.01.1909, в селе Бобровском проживало 1000 душ мужского пола. Возможно, численность была указана приблизительно.
К 1911 году в селе действовал один артельный и два частных маслодельных завода, имелись две торговые лавки.
По информации из справочника по Томской губернии за 1911 год, население села составляло 2431 человек: 1216 душ мужского пола и 1215 женского.

### Деятельность церкви.
Жители села, с 1868 по 1908 год, не имели собственной церкви, и были приписаны к церкви села Боровского, куда и ездили для регистрации рождений, браков и смертей. Дорога до Боровского проходила через село Урлапово, вдоль озера Урлаповского. Также, за указанный период, встречаются записи о жителях деревни в метрических книгах села Болвашкинского (Зеркалы).
В 1908 году была построена деревянная Михаило-Архангельская церковь, (по другим данным, в 1899 - возможно, это год начала строительства). Был образован самостоятельный Бобровский приход под №4 в 38 благочинии Томской Епархии. 14 сентября 1908 года (по ст.ст.) Бобровская церковь начала свою работу. Прихожане сами платили жалованье священнику: оно составляло 400 рублей в год. Также, для священника был возведен дом при церкви.
Церковь располагалась на выезде из села, в сторону села Урлаповского, там, где ныне находится сельское кладбище.
Состав причта Михаило-Архангельской церкви села Бобровского
1-й состав:
Священник: 14.09.1908 - 01.09.1912 (по ст.ст.) Иван Иванович Орлов, 1866 г.р., окончил Барнаульское трехклассное духовное училище в 1883 году. С 1883 по 1905 год работал псаломщиком. В 1905 году рукоположен во дьякона.
Псаломщик: 1910 - 01.07.1912 (по ст.ст.) Павел Павлович Соколов, 1878 г.р., окончил Барнаульское трехклассное духовное училище в 1899 году. С 17.10.1899 работал псаломщиком.
2-й состав:
Священник: 01.09.1912 - 1919 (по ст.ст.) Павел Антонович Бугаков, 1873 г.р., получил домашнее образование. Работал псаломщиком с 1904 по 1911 год. Священником - с 1911 года.
Псаломщик: 01.07.1912 - ? (по ст.ст.) Федот Лаврентьевич Верещагин, 1873 г.р., окончил церковно-приходскую школу. Работал псаломщиком с 1905 года.
В 1910 году в приходе села Бобровского состояло 2475 прихожан. В 1913 году: 3269 прихожан. Сам приход состоял из одного населенного пункта - села Бобровского. Михаило-Архангельская церковь ныне не существует, располагалась около кладбища, через речку Крутиху, по дороге на Урлапово. В 1908 году, с постройкой церкви и созданием самостоятельного прихода, деревня Бобровка получила статус села и стала именоваться "село Бобровское". До постройки собственной церкви, жители села ездили в церковь села Боровского Боровской волости.
В 1913 году Бобровский приход был передан в благочиние №49 и записан в нём под №3.

### Село в годы Первой Мировой Войны
В годы Первой Мировой Войны более 100 жителей села были мобилизованы в действующую армию и воевали на фронте.

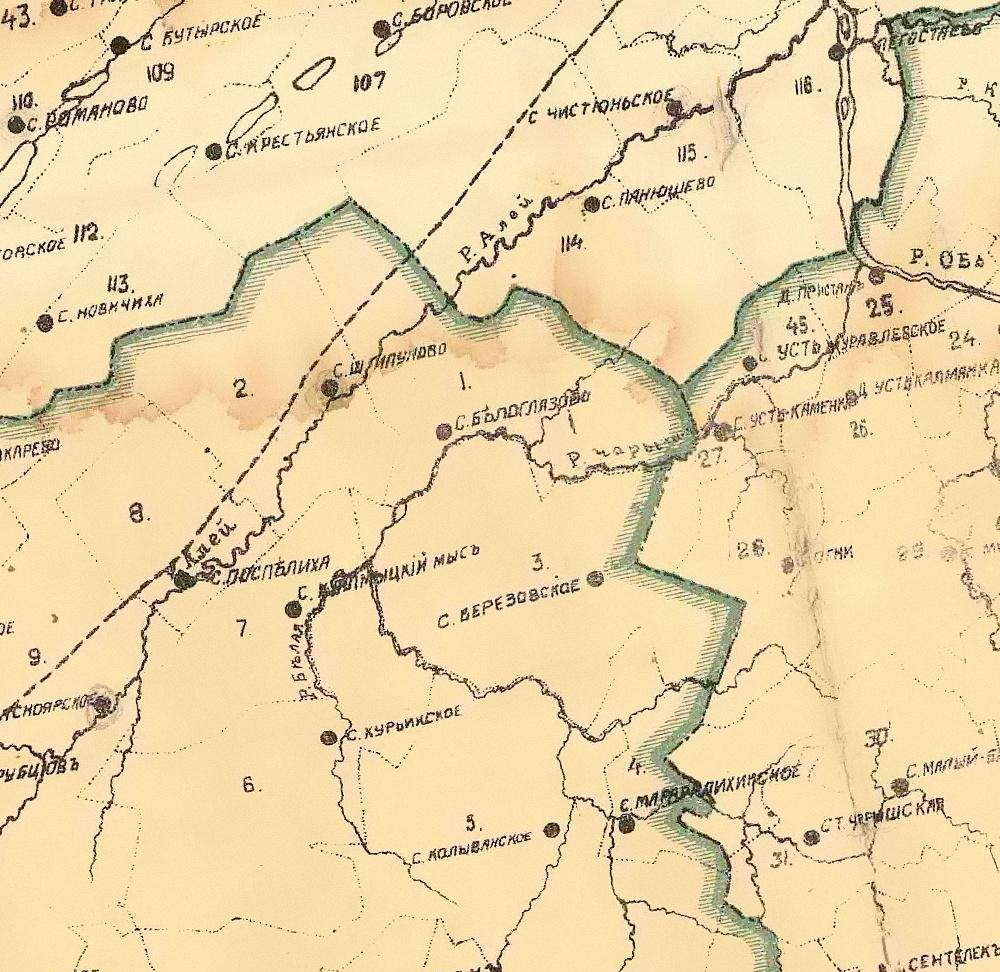
Границы Чарышской волости на 1914 год (под №1).

До 01.01.1915 года село входило в состав Чарышской волости, Змеиногорского уезда. Волостное правление - в с. Белоглазово.
С 01.01.1915 - в составе Нечунаевской волости Змеиногорского уезда. Волостное правление - в с. Нечунаево.
В 1916 году в селе была проведена сельскохозяйственная перепись, составлены карточки на домохозяйства всех жителей села. В карточках указывались: год поселения, губерния выхода, количество членов семьи, площадь земельного надела, количество скота. Карточки переписи по селу сохранилась в ГАТО (г. Томск).

### Революция и Гражданская война
17 июня 1917 года, по распоряжению Временного Правительства, из части Томской губернии, была образована Алтайская губерния. Село Бобровское вошло в её состав.
С октября 1917 по июнь 1918 года село, в составе губернии находилось под контролем большевиков.
С  4 июля (фактически с 15 июня) по 3 ноября 1918 года перешло под контроль правительства белогвардейцев-областников и входило в состав Сибирской Республики.
С 3 ноября 1918 по декабрь 1919 контролировалось правительством Колчака.
Гражданская война для жителей села началась в июне 1919 года. По воспоминаниям современников, крестьянство Алтайской губернии, в целом, было инертно к революционным событиям и до лета 1919 года активного участия в них не принимало. Крестьяне не доверяли ни белогвардейцам, ни большевикам. Большевики, с помощью пропаганды и создания сети подпольных комитетов, смогли склонить алтайских крестьян на свою сторону.Толчком к активной вооруженной борьбе послужило крестьянское восстание в Зимино 2 августа 1919 года. Жители Бобровки и окрестных сел вступали в ряды повстанческой армии под командованием Ефима Мамонтова, также известной под названием Западно-Сибирской крестьянской Красной Армии.
7 августа 1919 года Барнаульский военный округ был объявлен на осадном положении.
16 августа 1919 года в Бобровку вошёл отряд колчаковских войск под командованием Лындина, который был уроженцем Бобровки. Колчаковцы учинили жестокую расправу над захваченными в плен повстанцами и жителями села: сожгли 12 дворов. Были убиты: Ф. Семенов, И. Ждамиров, Л. Лызь, С. Краснов, Е. Токарев, Растяпин и ещё несколько человек. Командир местного повстанческого отряда Н.Т. Блещенко и его заместитель Мелешков были увезены на станцию Шипуново и там казнены. После этих событий, часть отряда повстанцев села Бобровки (около 350 человек) соединилась с отрядом Н.Н. Кожина. Погибшие красные партизаны похоронены в братской могиле, на её месте установлен памятный обелиск.
Бобровские партизаны участвовали в боях на станции Рубцовка, под селом Мельниково, у села Баталово, в Солоновском бою. Участвовали в походе партизанской армии на Барнаул в декабре 1919 года. После окончательного разгрома белых на территории Алтайской губернии, некоторые партизаны села Бобровка принимали участие в боях на других фронтах до 1920-1921 года, уже в составе регулярных частей Красной Армии.
В декабре 1919 года в селе была окончательно установлена советская власть.

### 20-е годы
27 июня 1924 года Бобровка вошла в состав Шипуновского района.
По данным 1926 года имелось 352 хозяйства и проживало 1809 человек (в основном — русские). В административном отношении село являлось центром Бобровского сельсовета Шипуновского района Рубцовского округа Сибирского края.
В 1926 г. на средства общества было построено новое школьное здание.
В 1927 г. в с. Бобровке было организовано машинное товарищество.

### 30-е годы
В 1929-1935 годы по Шипуновскому району прошла волна коллективизации и раскулачивания. Подверглись раскулачиванию и высылке и некоторые жители Бобровки.
Из 582 крестьянских дворов в 1930 г. около сорока соединились в коммуну «Красный колос». Коммуна имела 630 га земли, пахотной – 400 га.
В 1931 г. организовались сельхозартели «Труд» и «Сибирская крепость».
В период 1931-1932 годов в Бобровском с/с существовала коммуна "Новый свет".
С 1931 по 1935 год в селе и районе работала комиссия по делам бывших красных партизан, ставившая на учёт участников Гражданской войны и членов их семей, выдававшая им материальное пособие. Председателем районной партизанской комиссии был Кириченко.
На февраль 1935 года, председателем президиума Бобровского сельсовета был Жук. Секретарем - Гежа.

### 40-е годы. Великая Отечественная война.
На фронт было призвано более 600 жителей Бобровки. Из них, более 340 человек погибли на фронтах ВОВ.
В годы ВОВ, некоторые жители села, из тех, что не были призваны на фронт, были мобилизованы в Трудармию.

### 50-е-60-е годы

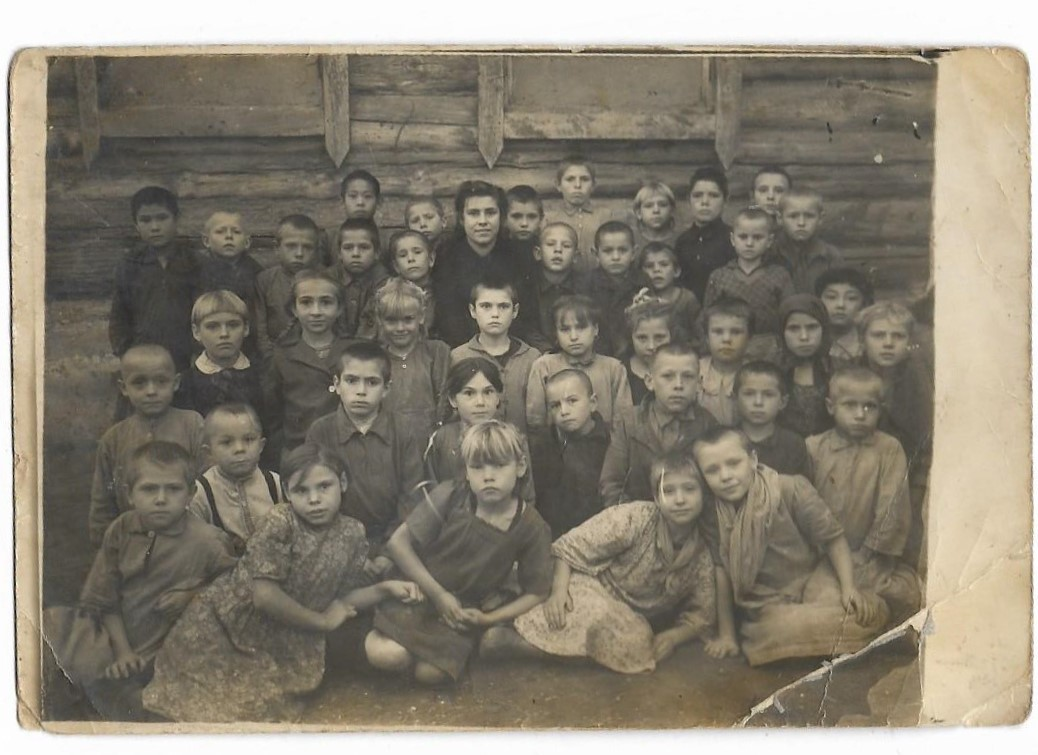
Ученики начальных классов Бобровской семилетней школы. 1948-1952 г.

В 1951 г. четыре колхоза объединились в колхоз им. Н. К. Крупской. Первым председателем был М. Я. Чичулин.
В 1959 г. произошло объединение всех колхозов Бобровского сельсовета в укрупненный, который назвали «Победа».
Село стало преображаться. Для колхозников возводили благоустроенные дома. В 1963 г. был построен детский сад на 150 мест. С 1966 г. началось строительство школы на 480 мест.

## История административно-территориального подчинения села
1868 - 1874/79 - заимка Боброва, Чарышская волость, Бийский округ, Томская губерния.
1880 - 01.01.1895 - деревня Бобровка, Чарышская волость, Бийский округ, Томская губерния.
01.01.1895 - 02.06.1898 - деревня Бобровка, Чарышская волость, Змеиногорский округ, Томская губерния.
02.06.1898 - 14.09.1908 - деревня Бобровка, Чарышская волость, Змеиногорский уезд, Томская губерния.
14.09.1908 - 01.01.1915 - село Бобровское, Чарышская волость, Змеиногорский уезд, Томская губерния.
01.01.1915 - 17.06.1917 - село Бобровское, Нечунаевская волость, Змеиногорский уезд, Томская губерния.
17.06.1917 - 26.10.1917 - село Бобровское, Нечунаевская волость, Змеиногорский уезд, Алтайская губерния, Российская Республика.
26.10.1917 - 15.06.1918 - село Бобровское, Нечунаевская волость, Змеиногорский уезд, Алтайская губерния, Российская Советская Республика.
15.06.1918 - 03.11.1918 - село Бобровское, Нечунаевская волость, Змеиногорский уезд, Алтайская губерния, Сибирская Республика.
03.11.1918 - 18.11.1918 - село Бобровское, Нечунаевская волость, Змеиногорский уезд, Алтайская губерния, Государство Российское (Уфимская Директория).
18.11.1918 - 10.12.1919 - село Бобровское, Нечунаевская волость, Змеиногорский уезд, Алтайская губерния, Государство Российское (Правительство Колчака).
10.12.1919 – 30.12.1922 - село Бобровское, Нечунаевская волость, Барнаульский уезд, Алтайская губерния, РСФСР.
30.12.1922 – 27.05.1924 - село Бобровское, Нечунаевская волость, Барнаульский уезд, Алтайская губерния, РСФСР, СССР.
27.05.1924 - 25.05.1925 - село Бобровка, Шипуновский район, Барнаульский уезд, Алтайская губерния, РСФСР, СССР.
25.05.1925 - декабрь 1925 - село Бобровка, Шипуновский район, Барнаульский округ, Сибирский край, РСФСР, СССР.
17.05.1926 (декабрь 1925 по др. данным) - 30.07.1930 - село Бобровка, Шипуновский район, Рубцовский округ, Сибирский край, РСФСР, СССР.
30.07.1930 - 28.09.1937 - село Бобровка, Шипуновский район, Западно-Сибирский край, РСФСР, СССР.
28.09.1937 - 25.12.1991 - село Бобровка, Шипуновский район, Алтайский край, РСФСР, СССР.
25.12.1991 - настоящее время - село Бобровка, Шипуновский район, Алтайский край, Российская Федерация.

## Известные жители
Кердань, Фёдор Кириллович, (1925-2002) — старший лейтенант Советской Армии, участник Великой Отечественной войны, Герой Советского Союза (1945 год).
Гринько, Фёдор Митрофанович, (1896-1966) - организатор колхозного производства, Герой Социалистического Труда (1948).

## Население
Историческая динамика численности населения:
| 1893 | 1899 | 1911 | 1926 |
| ---- | ---- | ---- | ---- |
| 770  | 508  | 2431 | 1809 |

| 1926 | 1997  | 1998  | 1999  | 2000  | 2001 | 2002 |
| ---- | ----- | ----- | ----- | ----- | ---- | ---- |
| 1809 | ↘1055 | ↘1052 | ↘1016 | ↘1013 | ↘957 | ↗978 |
| 2003 | 2004  | 2005  | 2006  | 2007  | 2008 | 2009 |
| ↘964 | ↘942  | ↘935  | ↘893  | ↘847  | ↗905 | ↗915 |
| 2010 | 2011  | 2012  | 2013  |       |      |      |
| ↘873 | ↘872  | ↘869  | ↘850  |       |      |      |

Согласно результатам переписи 2002 года, в национальной структуре населения русские составляли 92 %.

## Инфраструктура
В селе функционируют средняя общеобразовательная школа, детский сад, дом культуры, библиотека, врачебная амбулатория и почтовое отделение.

## Улицы
Уличная сеть села состоит из двенадцати улиц и пяти переулков.